# 6e régiment de ligne (Belgique)
Pour les articles homonymes, voir 6e régiment.
Le 6e régiment de ligne  (en néerlandais : 6de Linieregiment) était une unité d'infanterie de la force terrestre des forces armées belges.

## Origines
Le régiment de Bruges est créé par un arrêté du régent le 16 octobre 1830 à partir du 6(de) afdeling de l'armée néerlandaise. Le 25 novembre 1830, il est renommé en 6e régiment de ligne.
La 6(de) afdeling fut créée par les néerlandais le 8 octobre 1815 et provient du bataillon d'infanterie n°7 qui fut formé le 4 mars 1814. Les soldats recrutés en 1814 sont pour la plupart d'origine belge et sont des vétérans de l'armée de Napoléon. La majorité des officiers ont participé aux guerres impériales, ont parfois même appartenu à la garde impériale et été décorés de la Légion d'honneur.
Le bataillon d'infanterie n°7 prend part les 16 et 18 juin 1815 à la bataille des Quatre Bras et à la bataille de Waterloo aux côtés des alliés. Le bataillon compta 241 morts et 282 blessés et disparus sur 701 hommes dans la bataille. 27 Croix d'honneur furent décernées pour le remarquable comportement au combat.

## L'indépendance belge

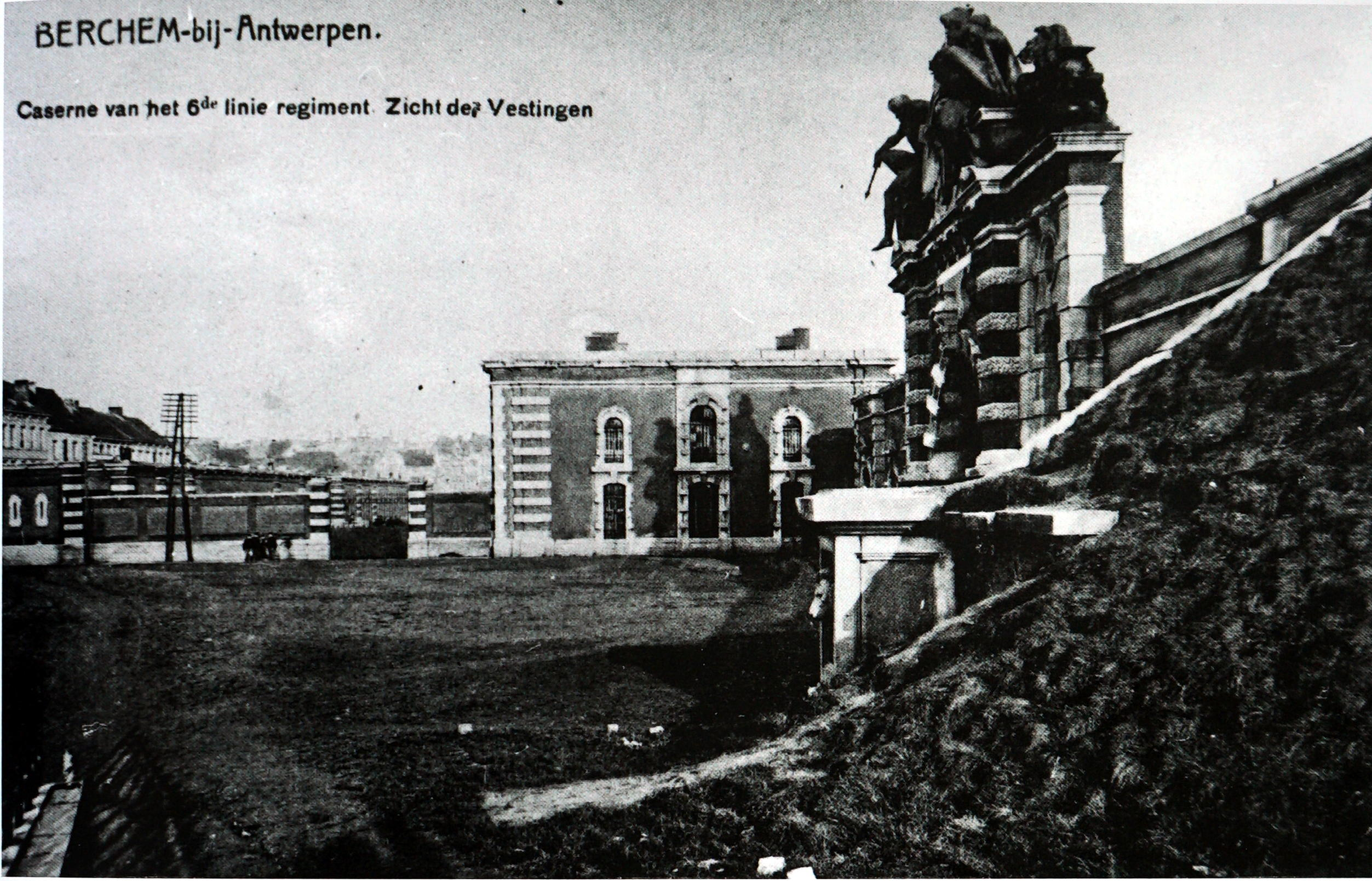
La caserne du 6e dans la Ligne de défense d'Anvers vers 1865.

En 1831, le régiment, composé alors de 2 441 hommes, fait partie de l'armée des Flandres qui est positionnée entre le Zwin et le Linkeroever (ouest d'Anvers) sur une distance de 40 km. Le 2 août 1831; les troupes du général néerlandais De Kock traversent la  frontière belge. Le 6e de ligne livre bataille à Hazegras, à de Hoeke (le 7 août) et à Stobrugge (le 11 août).
Le 1833, il est intégré avec les 3e, 5e et 12e régiments de ligne à la 3e division. Il est caserné à Diest, Bauwel et Schilde. Le 19 avril 1839, les Pays-Bas et la Belgique signent un traité de paix. Le 6e de ligne fait alors partie de la 2e brigade de la 1re division avec le 8e régiment de ligne et est caserné à Bruges jusqu'en 1844.
Le régiment déménage ensuite presque chaque année : le dépôt reste à Malines jusqu'en 1880 et est déplacé ensuite à Sint-Bernard (Hemiksem). Le reste du régiment est déplacé à travers la Belgique. En 1870, l'armée est mise sur pied de guerre à la suite du conflit franco-prussien, et le régiment compose avec ses 3 bataillons et le 12e régiment de ligne la 1re brigade de la 4e division. Le 3 mars 1871, le pied de paix est rétabli et le 26 mai l'armée est réorganisée en 4 divisions : les 5e et 6e de ligne forment alors la 1re brigade de la 2e division et retourne sur Anvers.
Huit officiers et 39 sous-officiers et hommes de troupe du régiment prennent part à l'expédition du Mexique dans le corps des volontaires belges. Durant la campagne, le corps combattra à Tacámbaro le 16 avril 1865, La Loma le 16 juillet 1865 et Ixmiquilpan le 25 septembre 1866.
De 1877 à 1914, 33 officiers, 88 sous-officiers et caporaux du 6e de ligne sont envoyés en Afrique pour soutenir l'exploration du continent. Du contingent, 30 % des officiers et 16 des sous-officiers et caporaux périront victimes des combats ou de blessures ou maladie.

## Première guerre mondiale
En 1913, l'unité est casernée dans les forts 7-8 et 9-10 de la position fortifiée d'Anvers.
Mis sur pied de guerre, le régiment est dédoublé pour donner naissance au 26e régiment de ligne et au 6e régiment de ligne de forteresse et fait partie de la 6e brigade mixte de la 2e division d'armée.
Le 5 août 1914, la 2e division d'armée est positionnée à l'est de Louvain sur la Gette. Le 18 août, le 6e de ligne livre combats à Aarschot et Werchter puis se replie sur le réduit national à Anvers.
Le régiment participe à la sortie des 25 et 26 août et combat à dans les environs de Boortmeerbeek et Over-de-Vaart. Du 9 au 12 septembre, une seconde sortie est effectuée et le régiment parvient d'abord à refouler l’ennemi de Wesemael, Rotselaar et de Putkapel, et à reprendre le 10 septembre Wijgmaal. Le régiment progresse encore le 11, mais subit une contre-attaque l'obligeant à reculer et à perdre Wesemael.
Durant la dernière semaine de septembre et la première semaine d'octobre 1914, le régiment participe à la défense du réduit national : l'unité est placée en première ligne. Le 8 octobre, le régiment quitte Anvers et se retire derrière l'Yser. Il défend Nieuport le 14 octobre puis est envoyé à Wulpen le 23 octobre. Le 26e de ligne est dissous.
Durant la nuit du 29 au 30 octobre, à 5h00 du matin, les 48e et 52e régiments d'infanterie allemands brisent la ligne de défense du 5e régiment de ligne. Le 6e de ligne reçoit alors l'information que Ramscapelle est tombé aux allemands et envoie 2 compagnies du 1er bataillon pour reprendre le village.
Après de durs combats, les 30 et 31 octobre, le 6e de ligne avec le 16e bataillon de chasseurs à pied français reprennent le village. Le soir même, ils sont cités à l'ordre du jour par le Lieutenant-général Dossin : J'offre, plus particulièrement, mes plus chaleureuses félicitations au 6e régiment de ligne, qui dès les premières heures du 31 octobre a participé à la contre-attaque sur Ramscapelle, a combattu toute la journée du 30 octobre et toute la nuit du 30 au 31 octobre avec la plus grande vigueur.
De novembre 1914 à septembre 1918, le régiment est positionné derrière l'Yser successivement dans les secteurs de Nieuport, Ramscapelle, Loo, Steenstraat, Dixmude, Ramscapelle et Dixmude. Le 26 décembre 1916, le 16e régiment de ligne est reformé par dédoublement du 6e de ligne.
Le 28 septembre 1918, la bataille des crêtes de Flandres est lancée. Le 6e de ligne occupe le secteur de Dixmude jusque qu'au 10 octobre est impliqué dans les attaques contre la Flandern Stellung I à Moorslede, Bosmolens, Ingelmunster et Oostrozebeke (17 octobre 1918).
Le 29 octobre, le régiment franchi sans trop de difficulté la Lys, l'ennemi offrant peu de résistance. Le régiment se distinguera encore sur le canal de dérivation de la Lys et le canal Gand-Terneuzen.
Le régiment perdra durant la guerre 20 officiers et 312 sous-officiers, caporaux et soldats. 5 officiers et 769 sous-officiers, caporaux et soldats resteront portés disparus. 56 officiers et 1735 sous-officiers, caporaux et soldats seront également blessés.

## Entre-deux-guerres
Du 1er décembre 1919 au 19 octobre 1920, le 6e de ligne participe à l'occupation de la Rhénanie. Le régiment sera successivement caserné à Montjoie, Erkelenz et Geilenkirchen
Le régiment retournera ensuite à Anvers et occupera les forts 7-8 et 9-10. Le second bataillon participera comme unité de marche à l'occupation de la Ruhr du 8 décembre 1923 au 27 mars 1924. En 1930, le régiment fêta son centenaire.
Le 27 septembre 1938 à 14h00, le régiment est mobilisé jusqu'au 1er octobre.
Durant l'après-midi du 25 août 1939, l'état-major est informé des plans de mobilisation. Le vendredi 1er septembre, le régiment reçoit l'ordre d'organiser et fortifier sa position au sud de Waterloo.
Le commandant du régiment, le colonel BEM Godeau, rassemble ses chefs de bataillon le 29 septembre et donne de nouvelles instructions : se placer en position défensive le long du canal Albert à Olen-Oevel. Le 14 janvier 1940, l'état d'alerte est mis en place, toutes les positions sont occupées, mais rien ne se passe. Durant les jours qui suivent, les mesures d'alerte sont progressivement réduites. Le 29 mars, le régiment part pour Bourg-Léopold pour participer aux manœuvres de la 2e division d'infanterie. Du 10 au 11 avril, le régiment est convoyé vers Waterloo pour reprendre ses positions de 1939. Le 28 avril, le colonel Godeau rassemble de nouveau ses chefs de bataillon à Waterloo pour délivrer de nouvelles instructions : le régiment, avec la 2e division d'infanterie, prendra la route le 30 avril pour occuper le secteur Ourthe-Meuse près de Liège de Seraing à Boncelles. Le 1er bataillon sera à partir du 24 avril mis à disposition des troupes de la position fortifiée de Liège où il occupera le secteur Meuse aval à Houtain et Heure-le-Romain. Le peloton d'éclaireurs sera placé sous les ordres du 1er régiment de lanciers dans la région de Bütchenbach.

## Seconde guerre mondiale
Le 10 mai 1940 à 01h30, le régiment est placé en état d'alerte. Sans avoir eu de contacts directs avec l'ennemi, le régiment abandonne ses positions durant la nuit du 10 au 11 mai et est transporté le lendemain matin par camion vers la ligne KW sur ses nouvelles positions à Rijmenam-Keerbergen. Le 1er bataillon se repliera seulement le 11 mai en fin de journée. Le train avec le matériel lourd du 4e bataillon partant de Ans sera capturé avec un détachement la 13e compagnie. Le 12 mai, le 1er bataillon est dispersé et se trouve dans la région de Namur. Le 15 mai, les restes du 1er bataillon qui ont pu rejoindre Rijmenam sont répartis dans différents régiment de la 2e division d'infanterie.
Après un court contact avec l'ennemi, le régiment abandonne la ligne KW durant la nuit du 16 au 17 mai et rejoint Gand durant 3 marches nocturnes. Le 19 mai, le régiment arrive sur la Tête de Pont de Gand dans le sous-secteur de Betsberg-Gijzenle. Le régiment est alors composé de 2 bataillons d'infanterie et du bataillon armes lourdes dépourvu de ses mortiers de 76 mm.
Du 20 au 22 mai 1940, le régiment livre de durs combats contre les forces allemandes de la 56e division d'infanterie et réussi à conserver ses positions. À 20h00 le 22 mai, le commandant du régiment diffuse l'avis de se tenir prêt à quitter ses positions et à se replier à l'ouest de Gand, derrière le canal de dérivation de la Lys. Il fait déjà jour le 23 mai quand les premiers éléments du régiment arrivent à Nevele.
Le soir, les bataillons reçoivent de nouvelles instructions : organiser la troisième ligne entre Hamme et Hansbeke. Le 26 mai, le régiment reprend  les positions du 28e de ligne le long du canal et subit un bombardement aérien. Tôt dans l’après-midi du 27 mai, le régiment quitte ses positions et atteint Maria-Aalteer à 21h00. Le 28 mai à 10h00, la capitulation de l'armée belge a lieu.
Le 29 mai, le régiment est regroupé à Ruddervoorde puis envoyé à Hertsberge où il restera jusqu'au 2 juin. Le 10 juin, le cadre de réserve et les miliciens sont libérés à Hyfte et l'arrière-garde à Destelbergen. Le reste est emmené par train à Lokeren. Les allemands libèrent les soldats et sous-officiers le 13 juin. Les officiers quant à eux sont envoyés au camp de Maria-Ter-Heide avant de partir pour l'Allemagne dans les camps de prisonniers.

## Reformation et dissolution
Le 8 mars 1946, le 2e bataillon de la 3e brigade reprend le nom du 6e de ligne et reçoit le 4 mai 1946 un nouveau drapeau à Bruxelles. À partir du 17 juin, il reprendra également ses traditions.
Le 2e bataillon de la 3e brigade est formé le 11 mars 1945 à Zottegem et rejoint le 21 mars l'Irlande du Nord pour recevoir sa formation. Après la période de formation, le bataillon est rassemblé à Bridlington en Angleterre. Le 25 septembre, le bataillon est de retour en Belgique à Knokke et se prépare à sa première mission qu'est l'occupation de l'Allemagne à partir du 11 novembre 1945 à Plettenberg. Le 8 mars 1946, le bataillon déménage à Aix-la-Chapelle et est de retour en Belgique le 23 mai à Hasselt.
Le 17 octobre, le bataillon est à Brand (Aix-la-Chapelle), et dépend de la 6e brigade. Le 1er février 1948, le bataillon est à Brand et est transféré aux Troupes de couverture le 15 septembre. Le 6e de ligne est alors organisé comme un bataillon d'infanterie des forces de couverture. Le 15 novembre, il quitte l'Allemagne pour Luchtbal (Anvers). Le 19 juin 1950, le bataillon est transféré aux Forces de Défense de l'Intérieur.
En mars 1961, le 6e de ligne est transformé en bataillon d'infanterie blindée équipé de Half-tracks. Le 1er août, il est transféré à la 1re brigade du 1er corps d'armée belge et ce jusqu'au 1er novembre 1968 sans quitter Anvers. Durant cette période, le bataillon est une unité de soutien pour l' Allied Command Europe Mobile Force et prend part à des opérations de maintien de l'ordre (décembre 1960-janvier 1961). Le 17 novembre 1961, la ville d'Anvers reprend le parrainage du bataillon. En 1962, le bataillon passa à la 7e brigade puis en juillet 1964 à la 18e brigade. Le bataillon fournit un soutien matériel et humain en décembre 1965 et de novembre à décembre 1966 à la suite de fortes inondations en Belgique ainsi qu'en juin 1967 après une tornade à Oostmalle. En juillet 1966, le bataillon reçoit des M75 FT.
Le 1er janvier 1969, le 6e de ligne devient un bataillon d'infanterie légère des forces armées de l'intérieur et échange ses véhicules blindés pour des camions légers. Le 1er janvier 1974, le régiment déménage vers le quartier Bauwin à Hoogbom où il restera jusqu'à sa dissolution.
Le bataillon est à partir du 1er janvier 1981 intégré aux forces armées territoriales et devient responsable de l'instruction et du rappel des unités territoriales : il forme le noyau du 11e régiment léger nord et possède dès lors une compagnie de formation.
Le plan BEAR 97 prévoit la dissolution de l'unité pour le 1er juin 1994. Les traditions du régiment sont alors reprises par la 2e école de sous-officiers de Zedelgem. À la suite de la fermeture de l'école en 2007, ces traditions sont reprises par l'école des sous-officiers de Saffraanberg.

## Drapeau
Un premier drapeau fut remis par le roi Léopold Ier le 6 janvier 1832 sur la place de Malines. Dans la nuit du 27 au 28 mai 1940, il fut brûlé et la hampe avec le lion furent enterrés dans l'école des sœurs d'Artrijke.
Le 2e bataillon de la 3e brigade d'infanterie reçut les noms et les traditions de 6e bataillon de ligne le 8 mars 1946. Un nouveau drapeau fut remis sur la place Poelaert à Bruxelles le mai  1946.
Il est actuellement conservé par le commandement militaire de la province d'Anvers.
Il porte les inscriptions suivantes :
- Campagne 1914-1918,
- Yser,
- Oost-Rozebeeke,
- Ramscapelle
- Anvers

Il porte également la fourragère aux couleurs de l'ordre de Léopold.

## Organisation

### Le 25 octobre 1830
- un état-major
- 3 bataillons de 6 compagnies (dont une de grenadiers et une d'infanterie légère)
- un dépôt

### Du 16 avril 1868 à 1870
- 4 bataillons de 6 compagnies
- 1 bataillon de réserve
- un dépôt

### Le 10 mai 1940
- 1 compagnie de commandement;
- 1 compagnie médicale
- 1 peloton d'éclaireurs
- 3 bataillons divisés en :
  - 3 compagnies de fusiliers
  - 1 compagnie de mitrailleurs
- 1 bataillon divisé en :
  - 1 compagnie de mitrailleurs (13e)
  - 1 compagnie anti-chars (14e)
  - 1 compagnie de mortier (15e)

### 1erjanvier 1957
- un  état-major
- une compagnie de service
- 3 compagnies de fusiliers
- 1 compagnie de soutien

## Sources
- (nl) Cet article est partiellement ou en totalité issu de l’article de Wikipédia en néerlandais intitulé « 6e Linieregiment » (voir la liste des auteurs).
- (nl) Site sur les différents régiment belges entre 1830 et 1914
- (nl) Site sur l'armée belge en 1940
- (nl) Commandant Luc Lecleir; Belgische Krijgsmacht - Emblemen en eervolle vermeldingen van de Eenheden, Bruxelles, 1972
- (nl) Lt-Col. Manu Cammaert; De geschiedenis van het 6de Linie regiment